# Albergo

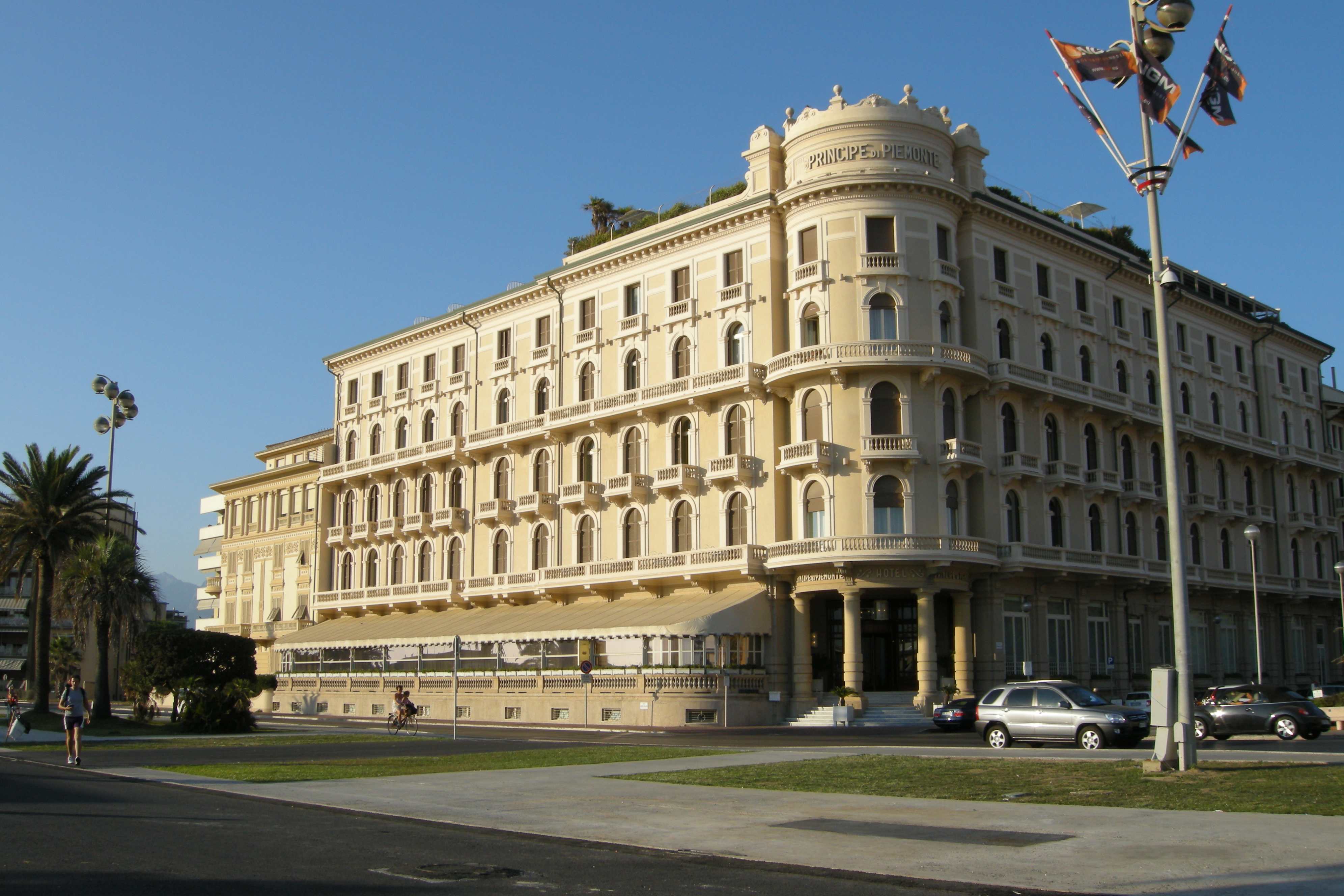
Principe di Piemonte, a Viareggio (Italia).

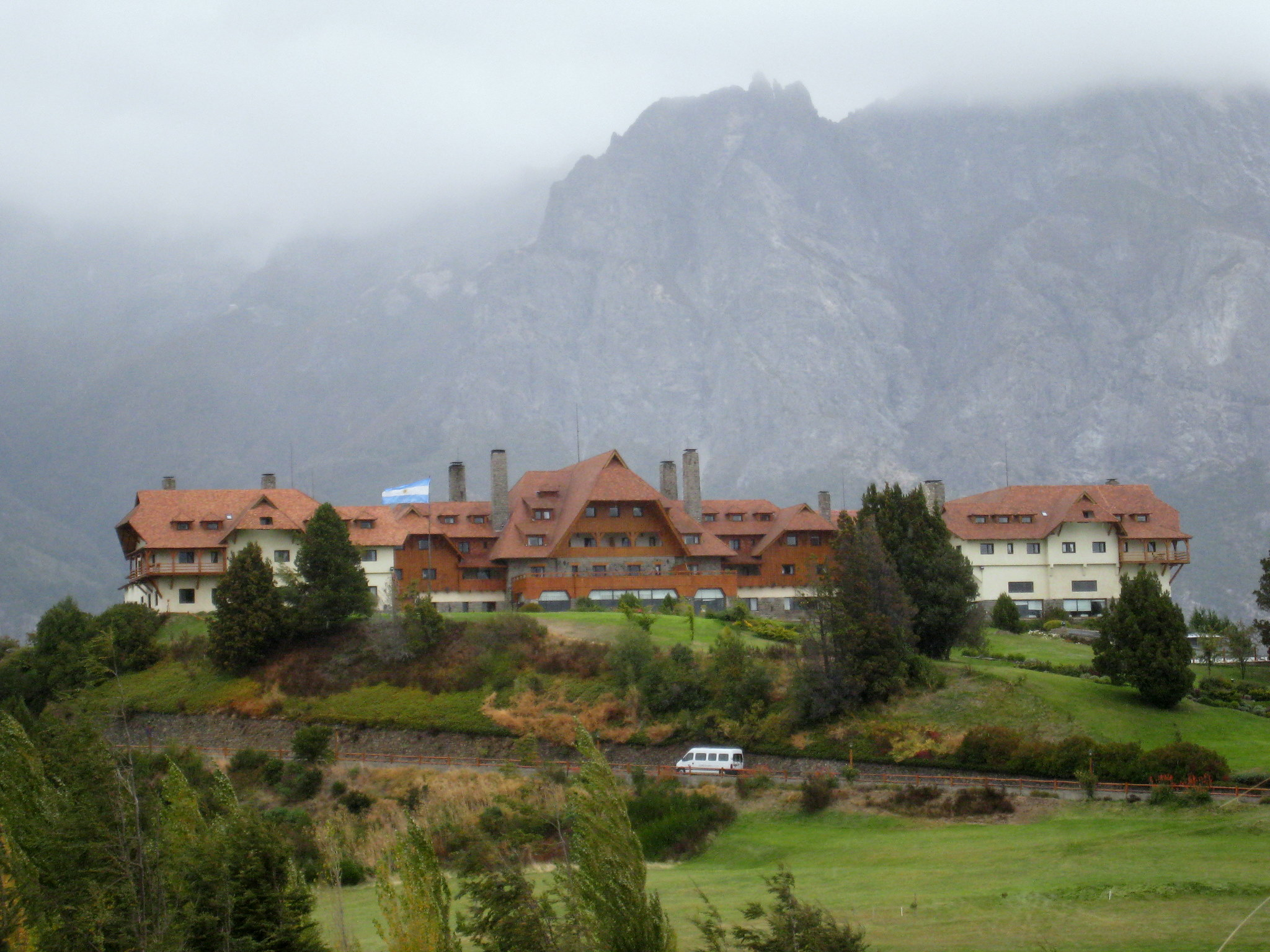
Hotel Llao Llao a Bariloche (Argentina).

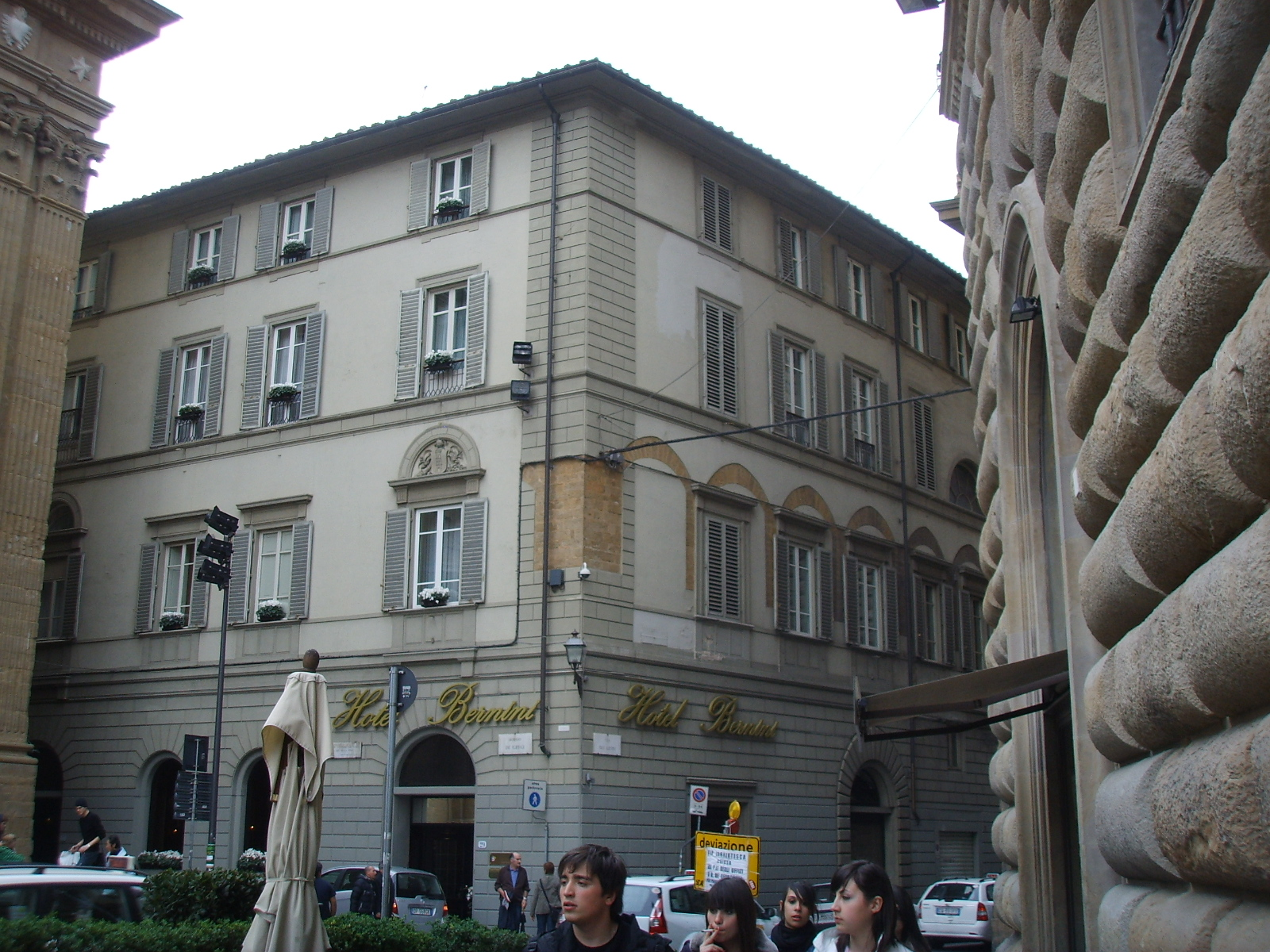
Hotel Columbia-Parlamento a Firenze (Italia).

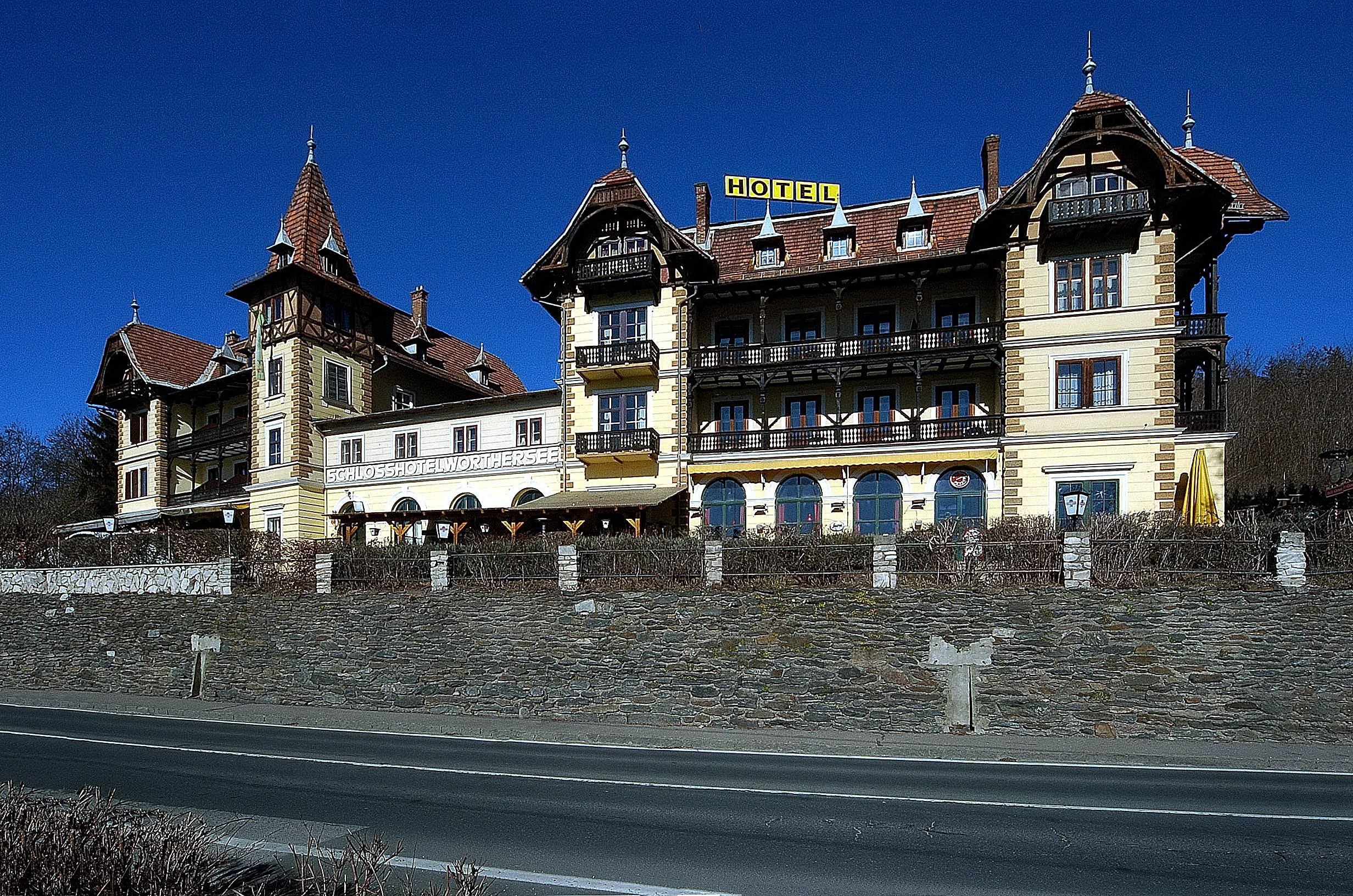
L'albergo "Woerthersee" a Klagenfurt, Carinzia (Austria).

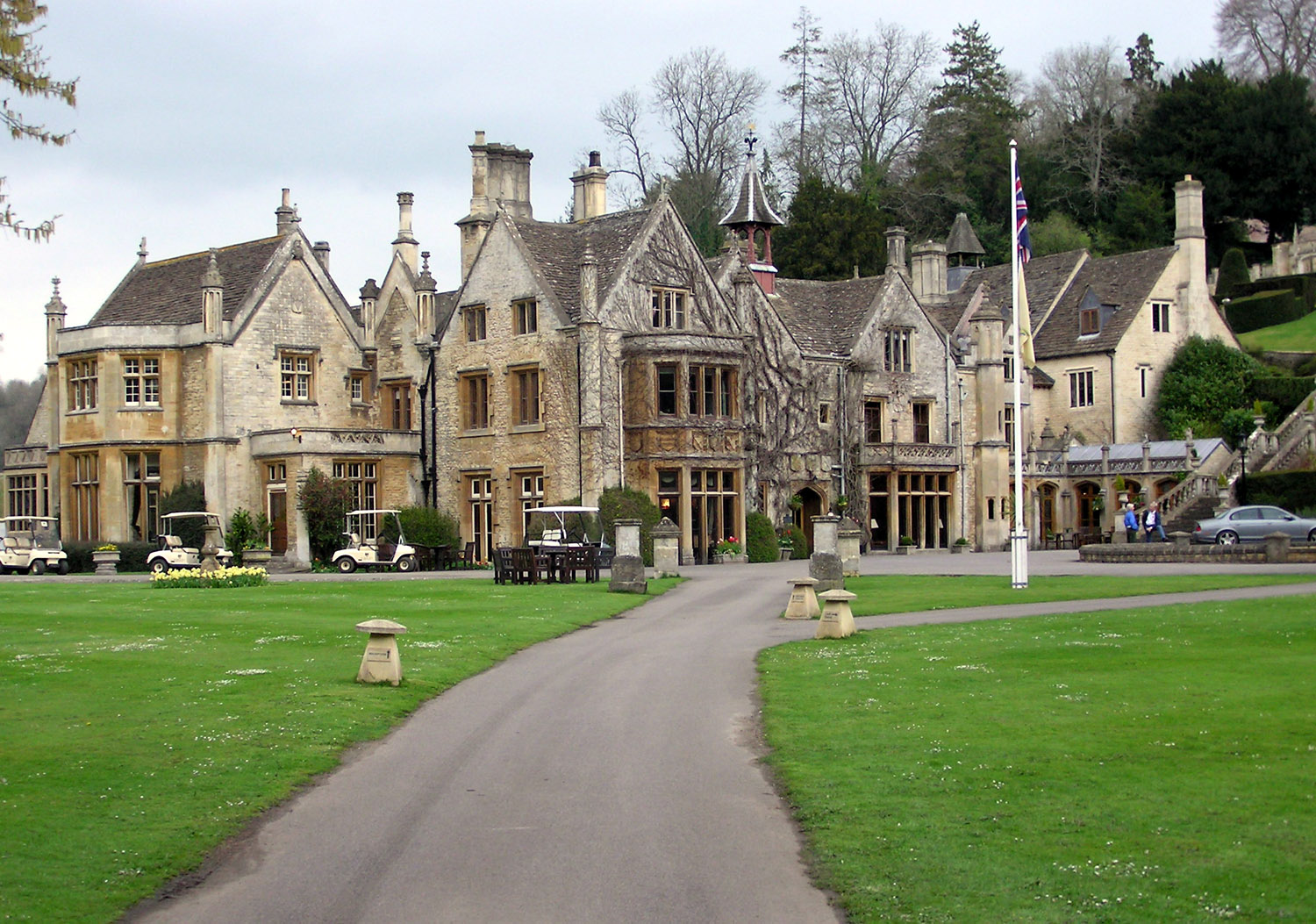
L'albergo a 4 stelle "Manor House" a Castle Combe, Wiltshire (Inghilterra, Regno Unito). Costruito nel quattordicesimo secolo, l'albergo ha 48 camere e 365 acri (1,5 km²) di giardino.

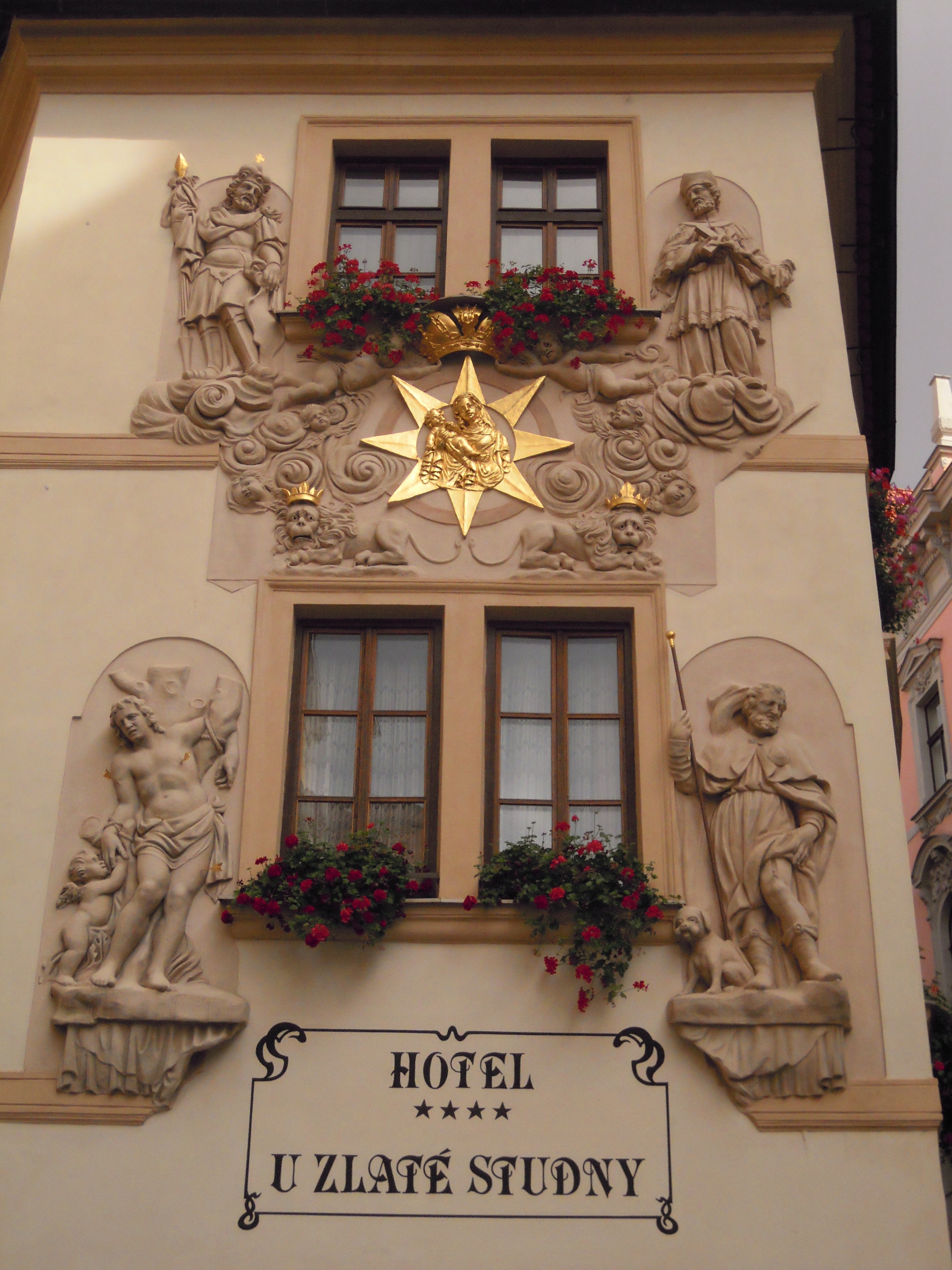
La bella architettura dell'Hotel U Zlaté Studny ("Al pozzo d'oro"), a Praga (Repubblica Ceca).

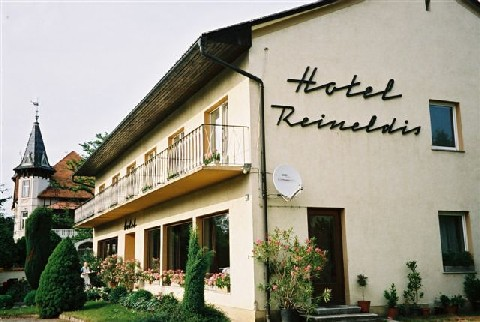
Un piccolo albergo a Mureck (Austria), che ha mantenuto i propri interni ed esterni dagli anni '60.

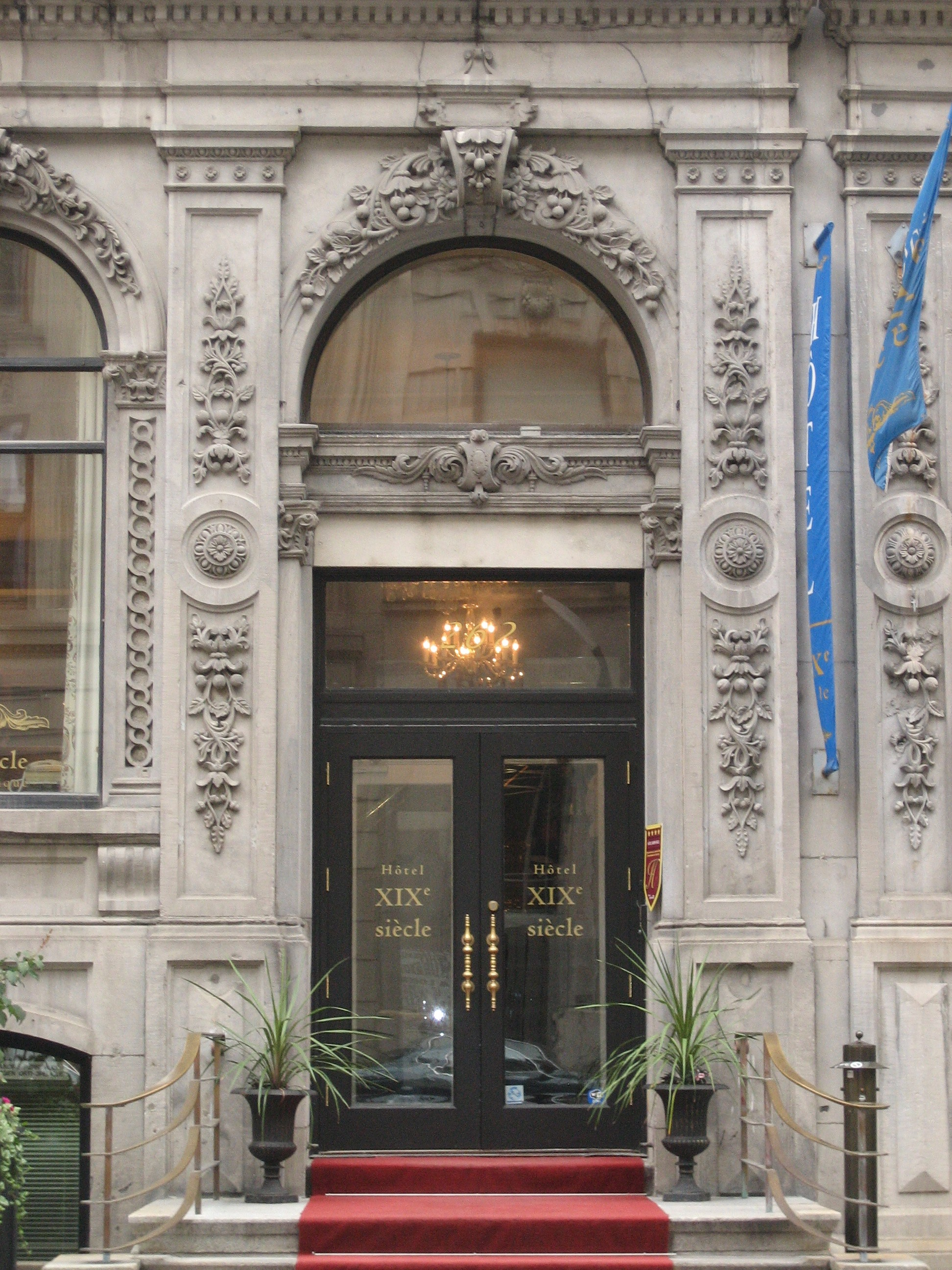
L'elegante ingresso al bel palazzo dell'Hotel XIXe siècle, a Montréal (Canada).

Un albergo o hotel è un'impresa ricettiva che fornisce un alloggio previo pagamento, utilizzato solitamente per soggiorni di breve durata e per motivi di turismo o lavoro.
Molto spesso, gli alberghi forniscono servizi per gli ospiti, come ristoranti, piscine, nonché servizi di vario genere per bambini; alcuni alberghi presentano al loro interno anche una sala per le conferenze, al fine di incoraggiare gruppi di persone ad organizzare convegni e incontri nel proprio stabile .

## Etimologia
La parola "albergo" in italiano deriva dal germanismo antico heribergo, inteso come "accampamento fortificato" o "alloggio". Il nome "hotel", invece, deriva dal francese hôtel, a sua volta derivato dal latino hospitale.

## Terminologia
Questo tipo di attività commerciale è identificata da molti termini, non sempre sinonimi. Se albergo e hotel sono in genere considerati sinonimi, una pensione è in genere una struttura ricettiva di dimensioni più ridotte e con una gestione di tipo familiare. Con il francesismo meublè o con garnì si intende invece una struttura che offre servizio di pernottamento e prima colazione, ma di norma non comprende i pasti principali.

## Storia
Nell'antichità gli alberghi di cui si hanno notizie precise furono situati ad Olimpia ed Epidauro, dove in diversi periodi dell'anno, un numero considerevole di persone si riuniva per assistere a manifestazioni sportive, celebrazioni religiose o a grandi allestimenti commerciali.
Nell'antica Roma, lungo le strade apparivano i cartelli indicanti i vari hospitia e deversoria, talvolta descritti come luoghi promiscui e pittoreschi. Nel Medioevo, per volere degli ecclesiastici, sorsero xenodochi ed ospizi non molto diversi dalle moderne pensioni-convitto, aventi lo scopo di permettere ai pellegrini un riposo ed un soggiorno tranquillo. Dopo il Mille si iniziò a delineare la figura professionale dell'albergatore moderno e proprio in quel periodo gli osti e i locandieri costituirono una loro corporazione con tanto di regolamento.
Se il periodo rinascimentale contribuì a sviluppare il gusto per la buona tavola e per le maniere cortesi ed eleganti, ancora sino al Settecento i ceti altolocati preferivano l'ospitalità privata, ma l'intensificarsi dei traffici e 
dei commerci finì, inevitabilmente, per dare vita ad una industria alberghiera pronta ad accogliere una clientela eterogenea. Nell'epoca moderna le nuove tecnologie hanno contribuito a far evolvere gli alberghi verso centri pensati anche per il lavoro, in particolare per realizzare conferenze e convegni sfruttando ambientazioni anche di grande impatto quali quelle che si trovano in molti art hotel.

## Servizi ed infrastrutture

### La sala di ingresso
Il salone d'ingresso o atrio (hall in inglese) consente agli ospiti di accedere direttamente alle principali aree dell'albergo. Tra l'esterno e la hall c'è solitamente uno spazio intermedio che funziona da atrio d'ingresso e protegge la hall dalle escursioni termiche esterne. Per favorire l'ingresso, le due porte dell'atrio devono essere automatiche e si devono aprire compiendo spostamenti laterali. Una soluzione alternativa all'atrio è l'uso della bussola (porta girevole) nella hall.

### Ricezione
La ricezione o ricevimento, accoglienza, reception o front office in inglese, è il banco posizionato in un punto ben visibile della zona hall, dove avvengono i contatti tra il personale dell'albergo e i clienti. Questo bancone è un vero e proprio settore, che si occupa dell'accoglienza e delle procedure d'ingresso, di soggiorno e d'uscita dei clienti dell'albergo.
Questa area è spesso collegata, attraverso un passaggio, con il retroufficio, che è accessibile solo al personale e viene usato come sede dell'amministrazione alberghiera e di direzione delle imprese turistiche. Il personale, soprattutto negli alberghi di lusso, è tenuto a entrare nella struttura alberghiera attraverso un ingresso riservato e transitare lungo un'area dove spesso sono situati spogliatoi, bagni e stoccaggio.
Nelle moderne strutture alberghiere, in particolare negli smart hotel, il ruolo tradizionale della ricezione sta evolvendo. Grazie all’introduzione di tecnologie digitali come il check-in automatico o da remoto, molte operazioni classiche vengono oggi gestite in autonomia dall’ospite. Di conseguenza, la ricezione perde in parte la sua funzione originaria di accoglienza formale, per assumere un ruolo più orientato all’assistenza personalizzata. Il personale addetto si configura sempre più come concierge, offrendo informazioni sul territorio, suggerimenti su attività ed esperienze locali, e supporto durante tutto il soggiorno. In questo nuovo assetto, la ricezione diventa un punto chiave per valorizzare l’esperienza dell’ospite, con un approccio più flessibile, informale e orientato al servizio.

### Aree comuni interne
Le aree comuni interne sono pianificate per lo sviluppo delle attività ricreative (soggiorno, lettura, TV, rilassamento, intrattenimenti, giochi, sport, ecc.), socioculturali (convegni, seminari, proiezioni, ecc.), lavorative (riunioni, mostre, esposizioni, fiere, ecc.).

### Zona bar
La zona bar include un banco per la distribuzione dei prodotti, le sedie (o poltrone) e i tavolini per il soggiorno dei clienti.

### Sala ristorante
La sala ristorante è collegata direttamente con la sala di ingresso e si posiziona vicino alle aree congressuali, di soggiorno o bar. Spesso, quando l'albergo è situato in una zona urbana, la sala ristorante non è presente.

### Grande cucina
La grande cucina è dedita alla produzione degli alimenti ed è formata da quattro aree operative: conservazione, preparazione, cottura e lavaggio. L'entrata delle materie prime deve avvenire assolutamente attraverso un ingresso apposito, come previsto dalle norme HACCP. Tra le aree operative e la sala ristorante ci deve essere un'area intermedia, di solito usata per custodire tovaglie e dotazioni della sala ristorante. Questo spazio serve per proteggere la sala ristorante dai rumori e dagli eventuali incendi della grande cucina.

### Aree comuni esterne
Le aree comuni esterne possono includere piscine (ordinarie, terapeutiche, termali, ecc.), campi da gioco (tennis, golf, calcio, ecc.), zone per attività ginniche e ricreative (solarium, parchi per bambini, ecc.), spazi per spettacoli (piste da ballo, anfiteatri, ecc.), ristoranti, bar ed aree di soggiorno.

### Aree tecniche e di servizio
Le aree tecniche e di servizio includono le centrali degli impianti, la lavanderia (spesso assente in quanto si tende a usufruire di imprese esterne, in modo da dover sostenere i costi di lavaggio solo quando vengono affittate camere), le zone di stoccaggio, il guardaroba centrale e le zone per il personale (amministrazione, zone di soccorso, spogliatoi, ecc.).

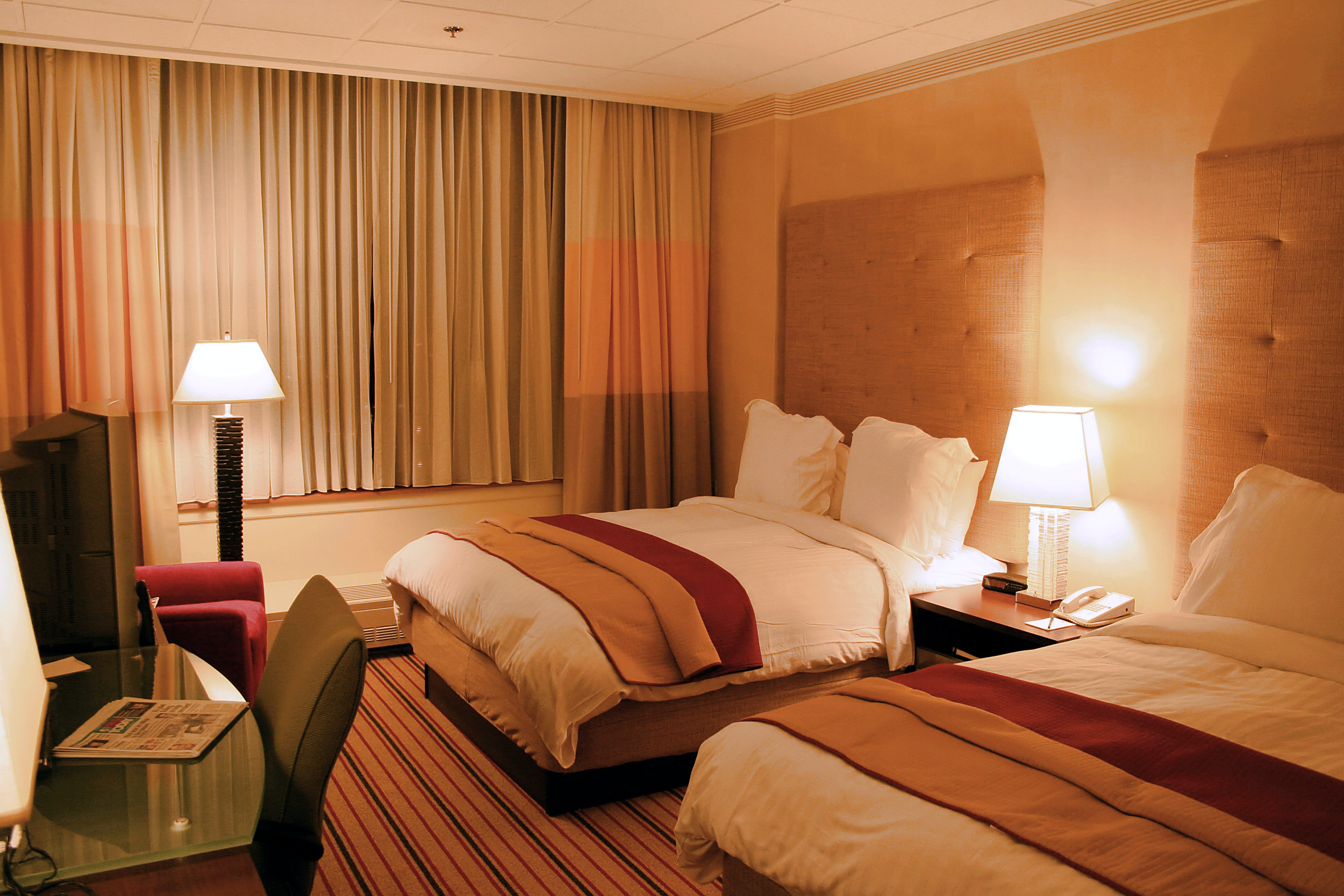
Una camera d'albergo al Renaissance Hotel a Columbus, negli USA

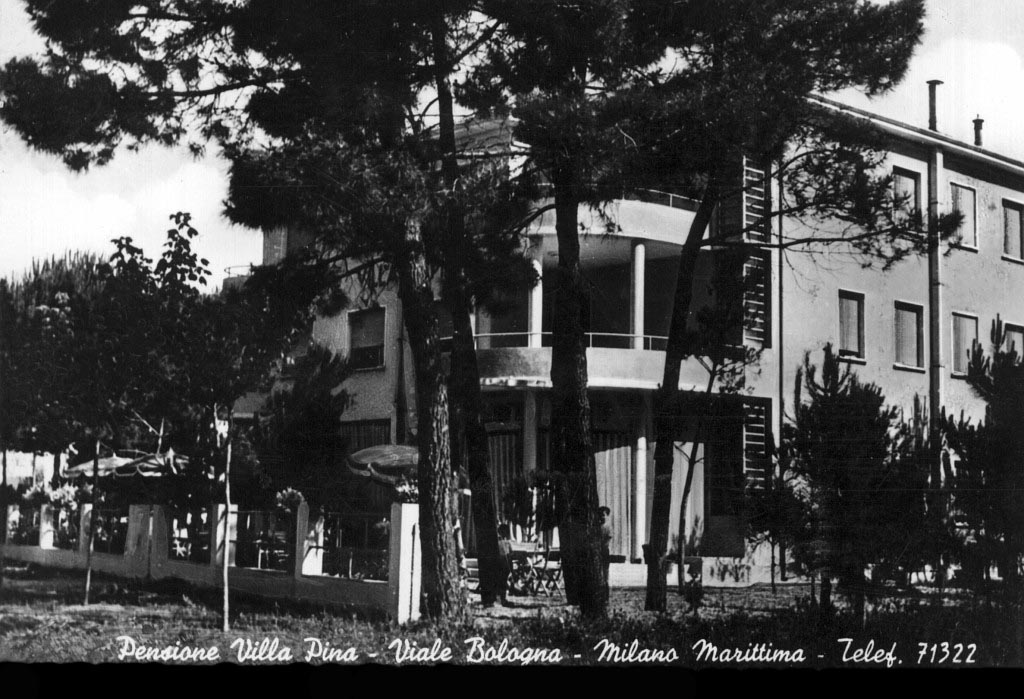
La Villa Pina costruita negli anni quaranta, venne trasformata dopo pochi anni, diventando così uno dei primi hotel a Milano Marittima, a tutt'oggi ha mantenuto la stessa architettura.

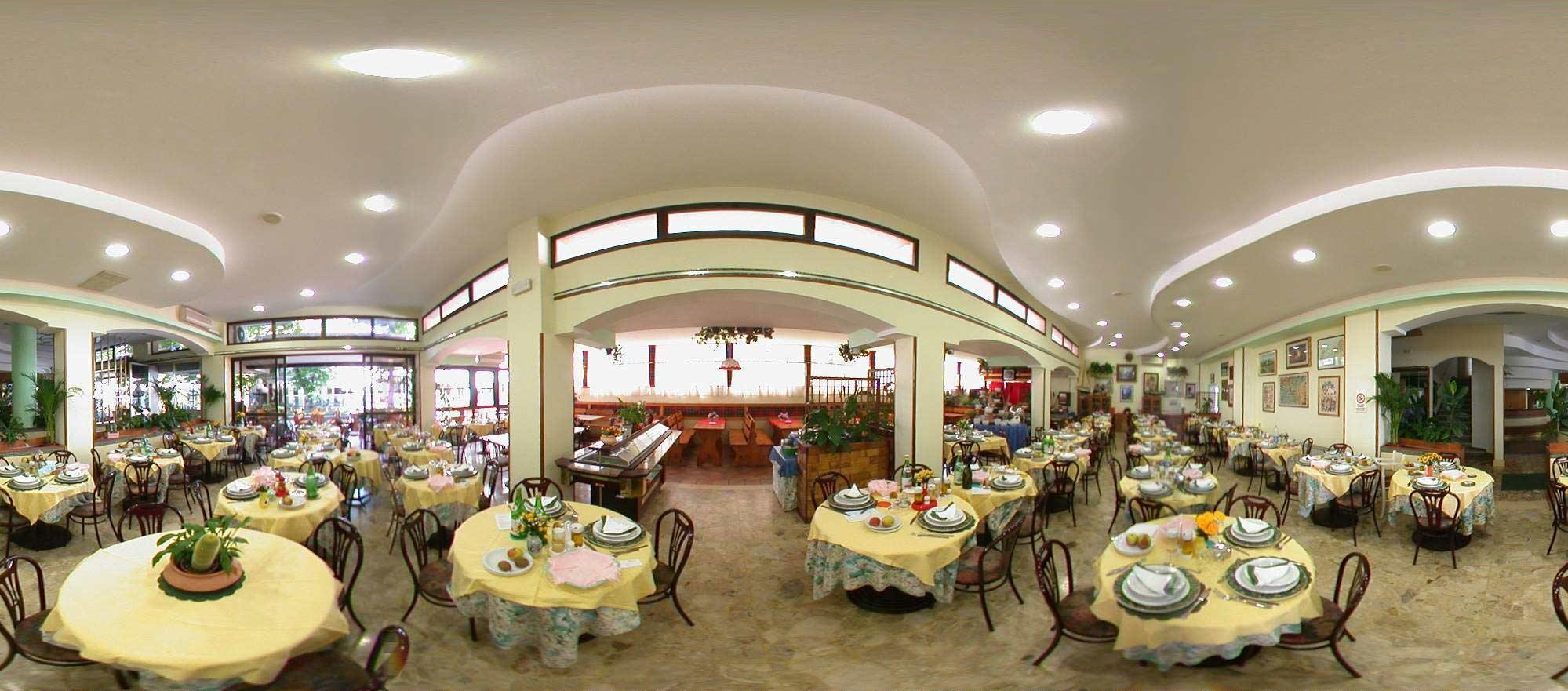
Sala ristorante del Liverpool Hotel Rimini All Inclusive a Rivazzurra di Rimini, il primo hotel costruito a Rimini (nel 1905)

### Piani camere
I piani camere si trovano ai piani superiori. I piani camere vengono collegati con scale, ascensori e uscite d'emergenza. Le scale e gli ascensori del personale devono essere distinte da quelle destinate al pubblico. Il piano camere può essere di vari tipi: rettangolare, a torre quadrata, a torre circolare o ad atrio. In ciascun caso cambia il fattore perimetro, ossia il rapporto tra il perimetro totale e la somma delle larghezze di tutte le camere. Un fattore perimetro più piccolo è indice di un servizio di migliore qualità. Il fattore perimetro più elevato è quello del piano rettangolare (1,7), mentre quello più basso è del piano a torre circolare (prossimo a 1).

### Camere

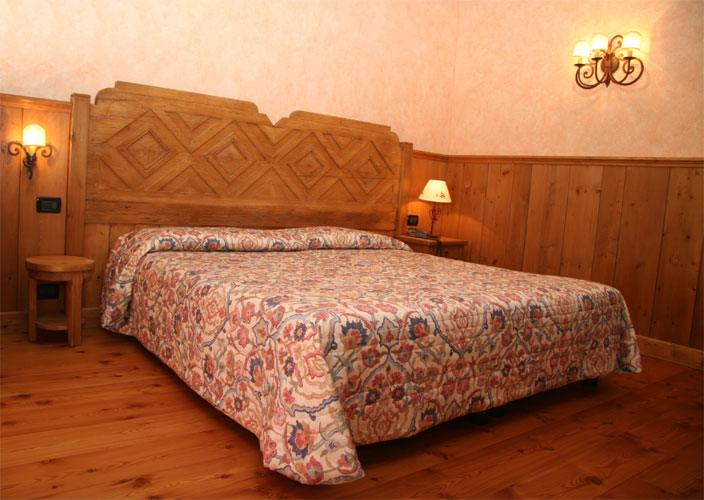
Camera in stile alpino all'hotel "Bouton d'Or" di Courmayeur (Valle d'Aosta, Italia)

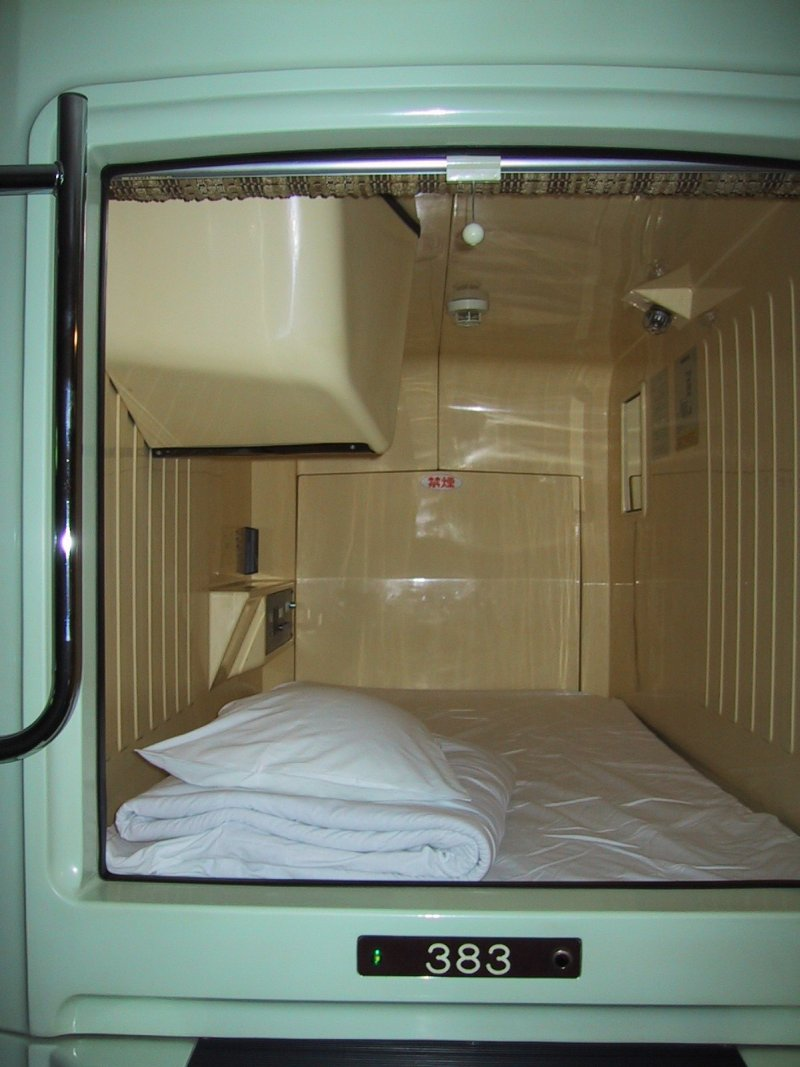
Veduta di una capsula con la TV nell'angolo superiore a sinistra. Queste sono le camere di diversi alberghi giapponesi

La camera è costituita dai seguenti elementi:
- l'area d'ingresso
- il guardaroba (immediato all'ingresso) dotato di un mobile per depositare i vestiti e le valigie
- la cellula bagno che contiene il vaso (water), il bidet (che non viene inserito in alcune tipi di alberghi internazionali), il lavabo e la cabina doccia (in caso di forte afflusso da parte di clienti asiatici può essere presente la vasca)
- la zona letto
- l'area scrittoio/toletta che include, un tavolo con sedia, uno specchio (in grado di riflettere l'intera figura del cliente), il televisore e il frigobar contenente antipasti e bevande (ordinabili e da pagarsi al termine del soggiorno), e tutto l'occorrente per la preparazione di tè e/o caffè (tazze, cucchiaini, un bollitore elettrico, nonché bustine di caffè istantaneo, tè, zucchero, latte e limone).
- l'area di soggiorno posta in fondo alla camera, che può variare di dimensioni, da una poltroncina fino a due o più poltroncine e tavolino con fiori, cesto di frutta, bottiglie, ecc.
- il cavedio degli impianti, che si pone tra i bagni di due camere, dove sono installati gli impianti idraulici. Il cavedio ha anche un'apertura in prossimità del corridoio (lungo i piani camere), di solito ricoperto con tende o quadri.

Un'eccezione è rappresentata dal sistema alberghiero giapponese, in cui gli spazi sono ristretti il più possibile, e gli ospiti alloggiano in capsule provviste di poco più che un letto. Un tipo particolare di camera è la suite, propriamente un piccolo appartamento, quindi un insieme di camere solitamente rifinito lussuosamente.

## Parametri fondamentali
L'insieme dell'offerta è definibile come "Hotel Mix" (atmosfera, servizi, strutture, cultura, relazioni empatiche, ambiente), amalgama complesso e prezioso del quale l'albergatore è maestro alchimista".

### Servizi generali
I clienti tendono a porre molta attenzione alla stanza da bagno. In particolare: funzionalità dei servizi igienici, purezza dell'aria e pulizia dell'ambiente. Per dare questo senso di salubrità, spesso l'amministrazione mette nei bagni un mazzo di fiori freschi.

### Zona letti
In merito ai letti, le dimensioni medie si attestano tra i 190 e 210 centimetri. Tuttavia possiamo meglio definire le dimensioni nel seguente modo
- tra 80 e 120 centimetri per un letto singolo;
- tra 80 e 100 centimetri per letti singoli aggregabili tra loro;
- 160 centimetri (tipo "Queen") per letti doppi da inserire anche nelle camere matrimoniali (nelle catene alberghiere internazionali la dimensione del letto doppio si attesta a 137 centimetri);
- 180 centimetri per letti matrimoniali del tipo "California King" e 200 centimetri per il tipo "King";

I letti dunque devono essere confortevoli e le stanze d'albergo devono avere i sommier, ossia delle strutture in legno appoggiate su quattro piedi e che contengono uno strato di molle e di elementi isolanti e di rivestimento. I materassi devono avere a loro volta, all'interno, uno strato di molle che garantiscono flessibilità ed evitano l'insorgere di avvallamenti.
I letti devono essere elevati dal pavimento di almeno 25 centimetri per garantire una pulizia efficiente sotto di essi. Per ogni letto, se aggregabile, deve essere inserito un comodino largo 40 – 45 cm, profondo 35 – 40 cm ed elevato dal pavimento di 55 – 65 cm. Il letto singolo, invece, deve essere affiancato da due comodini, uno su ogni fianco. Il copriletto deve coprire tutto il letto sino a 5 – 10 cm dal pavimento. I colori del copriletto devono essere in sintonia con i colori della camera. La biancheria dei letti (e soprattutto le lenzuola) devono essere puliti e dare senso di morbidezza e freschezza. Ogni letto deve avere due cuscini: uno sul letto, l'altro a disposizione del cliente nel guardaroba.

### Cellula bagno
Nella stanza da bagno, fra il vaso sanitario e il bidè ci devono essere almeno 30 cm di spazio libero e queste dotazioni devono essere inserite sul muro del cavedio. Per facilitare la pulizia del bagno è preferibile usare le dotazioni agganciate sul muro e che non poggino sul pavimento.
Il lavabo è posto a un'altezza tra i 75 – 80 cm dal pavimento, è profondo 60 cm e lungo 160 – 180 cm. Davanti al lavabo ci deve essere uno specchio di eguale larghezza e una luce che ben illumina. A fianco ci deve essere uno specchio rotondo che ingrandisce il viso e un asciugacapelli. Sul piano orizzontale del lavabo è preferibile mettere un cartellino in plastica per ricordare ai clienti di non lasciarvi oggetti personali. Le dotazioni da inserire sul lavabo, che devono riportare il marchio dell'albergo, sono: piccoli saponi, le cuffiette, lo shampoo in bustina e i bicchieri protetti da appositi sacchetti di plastica.
I tubi del lavabo devono essere nascosti da una parte verticale alta almeno 40 cm. Il piatto doccia di dimensioni medie 80x100 cm deve essere protetto dalla cabina doccia, alta 200 cm circa e che protegge il resto del bagno dagli spruzzi. La cabina doccia deve avere una cordicella interna che può attivare l'allarme in caso d'emergenza. Ci deve essere anche una piccola mensola a circa 110 cm d'altezza per tenere sapone e sciampo. L'erogatore dell'acqua deve essere almeno a 200 cm dal piatto doccia. Per migliorare il servizio a volte viene messa una luce sopra l'area della doccia.
Le camere che contengono 4 persone devono avere un bagno in cui due persone possano usare contemporaneamente le dotazioni. I bagni possono essere di tipo prefabbricato, tecnologia costruttiva che aiuta a razionalizzare i tempi di costruzione, riducendoli. I bagni prefabbricati esteticamente e funzionalmente, una volta installati, non possono più essere distinti da uno costruito tradizionalmente.

### Illuminazione
Il numero di lampade da installare in un ambiente alberghiero dipende dalle seguenti considerazioni:
- superficie e forma dell'ambiente da illuminare;
- la distanza tra le lampade e le superfici da illuminare (ad esempio distanza lampada-tavolo);
- percentuale di luce emessa che viene riflessa dal soffitto, dalle pareti e dal pavimento;
- il tipo di lampada e il loro grado di conservazione (capacità di emettere luce dalla prima all'ultima accensione);
- la quantità di luce, espressa in lux, che si vuole ottenere;

Ogni area del albergo necessità di una quantità di luce differente:
- nella camera e nella cellula bagno da 100 a 150 lux;
- in prossimità del letto e di scrittoi da 250 a 300 lux;
- dinanzi al lavabo da 400 a 500 lux;
- nella hall mediamente 300 lux;
- nelle aree comuni di soggiorno 100 lux (sopra i tavolini bisogna raggiungere 300 lux);
- nelle aree congressuali 300 lux e nella zona del palco oratorio da 400 a 500 lux (durante le proiezioni solo 5 lux);
- nei corridoi dai 150 ai 200 lux;
- nei ristoranti da 150 a 200 lux (mentre contenitori con i cibi esposti devono raggiungere 600 lux;)
- nella grande cucina e nelle altre aree di preparazione 800 lux;

Ogni area richiede anche colorazioni diverse di luce. Mentre nella grande cucina servirà luce bianca fredda, nelle aree di soggiorno o nelle camere è preferibile luce calda.

### Dimensioni
Gli alberghi possono variare di dimensione, da aree molto piccole fino a superfici chilometriche. Negli alberghi comuni il 95% della superficie è destinato alle camere. In quelli con ampie aree esterne comuni la percentuale cala anche al 65%. Solitamente la prevalenza delle camere è del tipo "camera doppia" che occupa una superficie di circa 16 m². Le altre aree alberghiere dovranno essere proporzionate al numero di camere, in particolare:
- salone e aree di ingresso: 1,20 m² per camera;
- zona ricezione: 0,30 m² per camera;
- zona ufficio principale: 0,50 m² per camera;
- area cibo e bevande: 2,50 m² per camera;
- aree comuni: 3 m² per camera;
- zone per il personale: 1 m² per camera;
- zona di servizio e impianti: 2 m² per camera;

## Addetti
Gestione
- Direttore d'albergo
- Vice-Direttore
- Economo
- Amministratore di mercatistica e vendita
- Amministratore del reparto camere
- Amministratore del cibo e bevande
- Direttore risorse umane
- Amministratore della ricezione
- Gestore economo
- Revenue Manager
- Addetto contabile
- Addetto commerciale
- Direttore ristorante

Ricevimento
- Capo ricevimento
- Addetto prenotazione
- Ricezionista
- Aiuto ricezionista
- Segretario d'ufficio (Segretario del back-office)
- Centralinista
- Primo portiere
- Portiere
- Portiere notturno
- Facchino

Sala
- Caposala (maître)
- Caposala in seconda (maître in seconda)
- Sommeliere (sommelier)
- Cameriere di rango (Chef de rang)
- Mezzo cameriere di rango (Demi-Chef de rang)
- Comì o aiuto di sala (Commis di sala)

Bar
- Capo Barista
- Barista in seconda
- Barista
- Aiuto-barista

Cucina
- Capocuoco
- Capocuoco in seconda
- Cuoco
- Aiuto cuoco
- Capo partita ai primi
- Capo partita ai secondi
- Sottocuoco di partita (demie chef de partie)
- Cuoco cucina straniera
- Cuoco salsiere (chef saucier)
- Pasticcere
- Pasticcere in seconda
- Pizzaiolo
- Aiuto pizzaiolo
- Gastronomo
- Lavapiatti (plongeur)
- Dispensiere

Piani
- Governante
- Governante in seconda
- Cameriere ai piani
- Addetto stireria/lavanderia

Animazione, assistenza
- Animatore
- Animatore musicale
- Bagnino
- Assistente
- Istruttore sportivo
- Scenografo

Altro
- Fotografo
- Giardiniere
- Addetto manutenzione
- Autista
- Magazziniere
- Addetto ai rifornimenti
- Generico

### Altri parametri
Ogni albergo di nuova realizzazione deve avere le camere per gli invalidi. Solitamente si stima che ve ne sia una ogni 20.

## Aspetti economici

### Costi di realizzazione
I costi di realizzazione variano in base a molti parametri: tipo di edificio che si vuole fare, qualità dei materiali, zona di edificazione e tipo di servizi che si vuole offrire. Mediamente la costruzione di un edificio alberghiero, escluso il costo del terreno, variano da 1000 euro a 1200 euro al metro quadrato di superficie complessiva (riferita all'area di tutti i piani dell'albergo). Come ulteriore parametro di riferimento possiamo considerare che per costruire un albergo si dovranno spendere dai 40.000 ai 60.000 euro per camera (questi costi includono le spese di costruzione delle aree comuni). I costi possiamo ripartirli nel seguente modo:
- impianti e tecnologie, 28%;
- finiture (tinte, finestre, pavimenti, ecc.), 30%;
- opere edili e strutturali, 36%;
- componenti varie, 6%;

Per l'arredamento degli spazi alberghieri si può considerare una spesa proporzionata dal 10% al 30% delle spese già effettuate. Le spese per la progettazione (architetti, ingegneri, ecc.) comporta una spesa ulteriore stimabile al 12% del costo di costruzione (escluso dunque l'arredamento). L'addestramento del personale e il personale stesso può comportare una spesa media del 5% dei costi sostenuti per la costruzione. Le spese di ristrutturazione non dovrebbero mai superare il 40% dei costi sostenuti per la costruzione e tale operazione mediamente diventa necessaria ogni 7 anni.

### Costi di gestione
Mediamente un albergo ha 1 addetto ogni 3-5 camere (considerando soprattutto il tipo a "camera doppia"), ma spesso questo dato non si rifà nella pratica, soprattutto di imprese alberghiere famigliari di piccole dimensioni. Il costo medio per ogni addetto può variare da 25.000 a 40.000 euro annui. Questi costi solitamente costituiscono il 55-70% delle spese totali. Per calcolare le spese di gestione, basterà prendere le spese per gli addetti (calcolandole con gli riferimenti summenzionati) e dividere per 0.55 o 0.70 (da notarsi che 0.55 equivale al 55% e 0.70 al 70%). Per diminuire le spese spesso gli alberghi si rivolgono a imprese esterne (pulizia, lavaggio lenzuola, ecc.) così da sostenere le spese soltanto quando ci sono clienti.

### Utili di gestione
L'azienda alberghiera per raggiungere un ricavo adeguato dovrebbe vendere una camera almeno 130 volte all'anno. Un ulteriore ricavo che potrà variare dal 15 al 35% del ricavo della vendita delle camere è quello dei servizi ristorativi. Altri servizi possono aiutare per un altro 5-15% (affitto sale congressuali, ecc.).
La Federalberghi calcola che queste sono le caratteristiche per un albergo a tre stelle, con 36 camere e 74 posti:
- 12,6 addetti per albergo;
- 1 addetto ogni 2,86 camere;
- costo del lavoro per addetto, 25.000 euro annui;
- fatturato per addetto, 55.000 euro annui;
- fatturato per camera all'anno, 20.000 euro annui;
- tasso lordo di impiego, 34-35%;
- prezzo medio del pernottamento, 50 euro;
- il pernottamento rappresenta il 58% del fatturato;
- il food & beverage rappresenta il 30,4% del fatturato;
- gli altri servizi rappresentano l'11,6% del fatturato;

### Investimenti
L'investimento per costruire o ristrutturare un albergo deve essere recuperato in un tempo stimato di circa 6/8 anni. Per calcolare se l'investimento risulterà conveniente, l'albergo dovrà realizzare un utile di gestione pari almeno alla rata annua dell'istituto di credito. La rata viene calcolata nel seguente modo qualora gli utili di gestione siano inferiori alla rata:
{\displaystyle a=(S_{o}*i*(1+i)^{n})/(1+i)^{(n-1)}}
dove {\displaystyle S_{o}}= capitale investito; {\displaystyle i}=tasso d'interesse (espresso in percentuale); {\displaystyle n}= somma di anni entro cui stimare la rata.
Qualora gli utili siano superiori, ogni anno l'azienda potrebbe realizzare la seguente somma:
{\displaystyle S_{n}=b*(1+i)^{n-1}/i}
dove i parametri sono gli stessi di prima e "b" è la cifra che ogni anno accantona l'azienda.

## Aspetti legali

### Obblighi di legge
Tra gli obblighi di legge previsti per hotel e strutture ricettive c'è l'obbligo per i gestori di strutture ricettive di comunicare, via telematica, le generalità dei propri ospiti alla Questura attraverso il Portale Alloggiati. Tale obbligo vale anche per strutture di tipo extra-alberghiero come agriturismi, bed and breakfast, appartamenti per vacanze, ostelli e residence. La possibilità di inviare le generalità dei propri ospiti via telematica è regolamentata dal decreto legislativo del 7 Gennaio 2013. Nel corso del 2022, il sistema Alloggiati Web è stato oggetto di un importante aggiornamento tecnico e normativo, in linea con i processi di digitalizzazione promossi dall’amministrazione pubblica italiana. L’aggiornamento ha comportato modifiche sia nell’accesso al servizio sia nella struttura e gestione del portale, portando all'automazione dell'invio.

## Classificazione
Il costo e la qualità degli alberghi sono solitamente indicativi della varietà e dei tipi di servizi disponibili. A causa dell'enorme aumento del turismo avvenuto verso la fine del XX secolo, gli standard sono stati ridefiniti, specialmente per gli alberghi più piccoli. Per ottenere un metro di comparazione il più realistico possibile, sono stati introdotti svariati sistemi di valutazione, primo fra tutti la classificazione da una a cinque stelle (più la categoria 5 stelle lusso).
È da considerare che la classificazione degli hotel varia da un paese all'altro: in Italia la categoria massima è 5 stelle lusso (per il momento l'unico hotel a 7 stelle, con certificazione volontaria SGS
in Europa si trova nella Galleria Vittorio Emanuele a Milano, mentre il primo Hotel a 6 stelle al mondo è stato il Burj al-Arab a Dubai); in Francia dal 2009 la massima categoria è 5 stelle e diversi sono anche i criteri di definizione della classe di appartenenza (requisiti - specifiche tecniche - e valutazioni sullo stato di conservazione).
Il controllo della qualità degli alberghi e dei criteri di classificazione è responsabilità, in Italia, delle Regioni. Questo ha portato ad avere dei criteri non uniformi nella penisola, dato che ogni Regione ha fissato i propri, nonostante esista una legge nazionale del 2008 che fissa alcuni standard  Una forma ulteriore di controllo volontario tipica degli alberghi è quella di audit da parte di "mystery guest" i quali operando in incognito osservano, annotano, valutano e redigono relazioni sull'impatto del servizio e sull'atteggiamento del personale nei confronti del pubblico: sono osservatori e allo stesso tempo attori.